# Contact Air

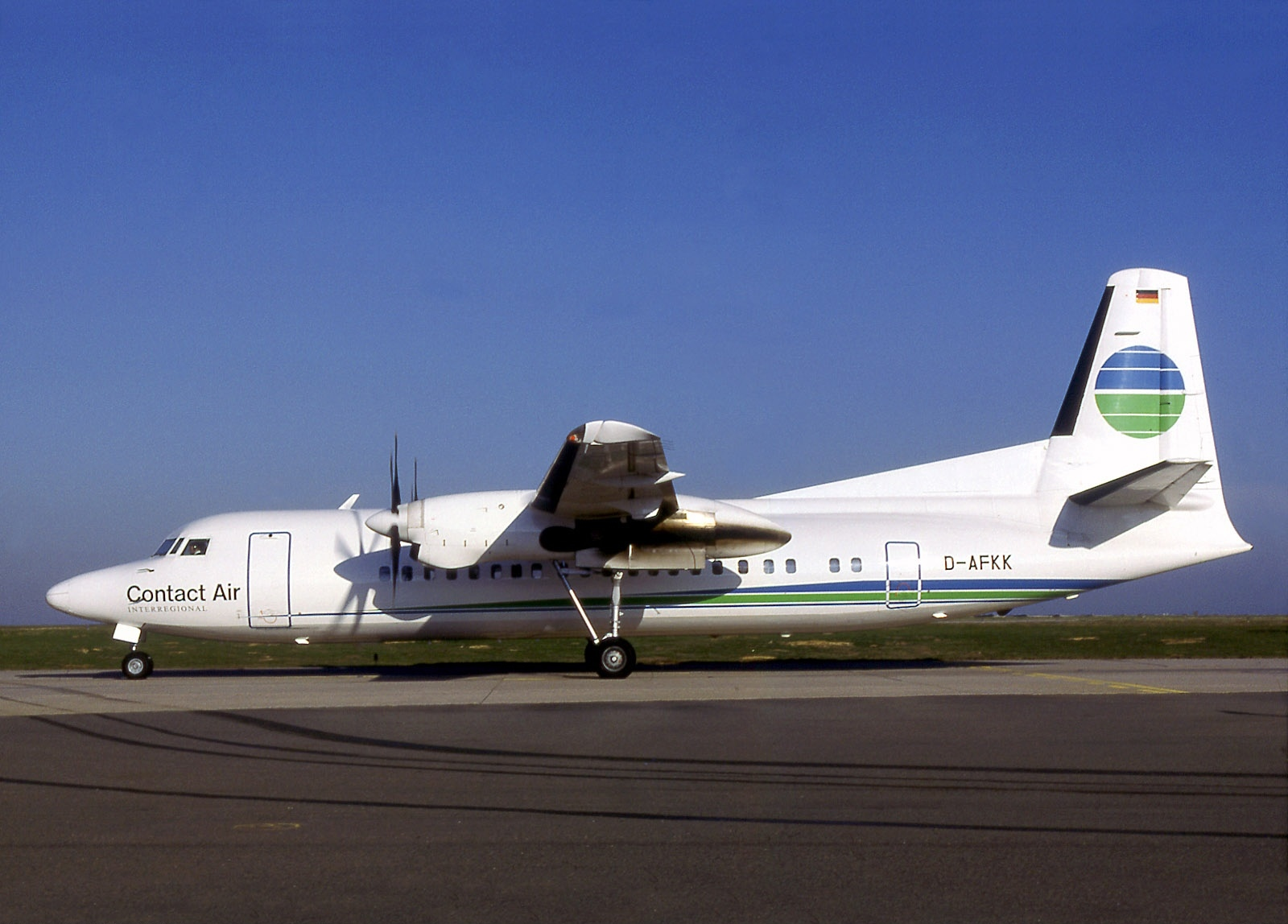
Fokker 50

Contact Air était une compagnie aérienne basée à Stuttgart en Allemagne qui opérait pour Lufthansa Regional.
Elle a été fondée en 1974 par le pionnier de l'aviation Gunther Eheim comme compagnie charter et d'affaires, avec un Falcon 20. Elle a cessé ses opérations en octobre 2012 à la suite du non-renouvellement de son contrat avec Lufthansa

## Flotte
La flotte de Contact Air était composée des appareils suivants en octobre 2012 :
- 8 Fokker 100